# Bạn muốn hẹn hò
Bạn muốn hẹn hò hay Bạn muốn hẹn hò? (viết tắt: BMHH; tiếng Anh: Wanna date?) là một chương trình truyền hình Việt Nam do Đài Truyền hình Thành phố Hồ Chí Minh (HTV) và Công ty Cổ phần Phát triển Truyền thông Quảng cáo MAC Việt Nam (MCV Corporation) phối hợp sản xuất. Là một chương trình hẹn hò, Bạn muốn hẹn hò được tạo ra với mục đích kết nối những cặp đôi nam nữ với nhau. Trong lễ trao giải Mai vàng lần thứ 23–2017, chương trình đã giành Giải Mai Vàng cho Chương trình truyền hình, đồng thời MC Cát Tường được Giải Mai Vàng cho Người dẫn chương trình. Chương trình phát sóng được phát sóng từ ngày 10 tháng 11 năm 2013 và hiện nay đã phát sóng hơn 1000 tập.

## Định dạng
Mỗi tập của chương trình bao gồm hai cặp đôi, mỗi cặp gồm hai người chơi nam và nữ. Mỗi người sẽ ngồi cùng với một trong hai người dẫn chương trình và bị che khuất bởi một tấm màn (từ tháng 6 năm 2018 được thay bằng một hàng rào trái tim). Hai người chơi sẽ giới thiệu bản thân về tính cách, sở thích, thói quen, mẫu người lý tưởng và tham khảo ý kiến của người thân ở trường quay. Sau đó, tấm màn sẽ được kéo lên để hai người nhìn mặt và cùng trò chuyện. Sau 2 phút, hai người chơi sẽ quay mặt hướng về khán giả và đặt tay lên nút bấm sau ghế; nếu đồng ý hẹn hò thì bấm nút. Khi một người chơi bấm nút, nửa trái tim trên màn hình bên người đó sẽ đổi màu, nếu cả hai người chơi cùng bấm thì hai nửa trái tim sẽ ghép lại thành một trái tim cùng màu. Nếu một trong hai người chơi không bấm nút, thì việc ghép đôi thất bại.

## Phát sóng
Bạn muốn hẹn hò được trình chiếu trên kênh HTV7 từ năm 2013. Chương trình ban đầu được phát sóng vào lúc 15 giờ 20 phút Chủ nhật hàng tuần. Đến ngày 13 tháng 9 năm 2015 (tập 97), chương trình nâng thời lượng phát sóng lên hai tập mỗi tuần, vào lúc 22 giờ 45 phút các ngày thứ Hai. Hiện chương trình được phát sóng vào lúc 17 giờ 50 phút thứ Bảy hàng tuần và 20 giờ 20 phút thứ Hai hàng tuần. Ngoài ra, chương trình cũng từng được phát lại trên một số kênh truyền hình khác, bao gồm VTV8, HTV9, QPVN, Kiên Giang, Đồng Tháp, Lâm Đồng, Đồng Nai.

### Tạm ngừng phát sóng
Bạn muốn hẹn hò đã có một số lần phải tạm ngừng hoặc thay đổi việc ghi hình và phát sóng theo kế hoạch do trùng thời điểm diễn ra sự kiện đặc biệt. Các chương trình bị hoãn đã được phát sóng trở lại sau 7 ngày. Cụ thể:
- 4 tháng 12 năm 2016, do trùng với dịp lễ quốc tang Nguyên chủ tịch Hội đồng nhà nước Cuba Fidel Castro.
- 7 tháng 10 năm 2018, do trùng với lễ quốc tang Nguyên tổng bí thư Đỗ Mười.
- Trong các ngày 4 tháng 2 năm 2019 và 31 tháng 1 năm 2022: để phát sóng các chương trình đặc biệt trong dịp Tết Nguyên Đán Kỷ Hợi 2019 và Nhâm Dần 2022.